# Gaius Antonius Hybrida
Gaius Antonius Hybrida (secolul I î.Hr.) a fost un politician al Romei antice. El a ocupat, între altele și poziția de proconsul al Macedoniei în 62 – 61 î.Hr.. Provoacă ruperea relațiilor cu cetățile grecești de pe malul vestic al Pontului. Este înfrânt sub zidurile Histriei de către histrieni, bastarni și geți.